# 北緯18度線
北緯18度線（ほくい18どせん）は、地球の赤道面より北に地理緯度にして18度の角度を成す緯線。アフリカ、アジア、インド洋、太平洋、中央アメリカ、カリブ海、大西洋を通過する。
この緯度の下では、夏至点時の可照時間は13時間13分で、冬至点時は11時間3分である。

## 通過する地域一覧
北緯18度線は、本初子午線から東に向かって以下の場所を通っている。
| 地理座標                                               | 国土・領土・領海         | 備考 |
| ------------------------------------------------------ | ------------------------ | --- |
| 北緯18度0分 東経0度0分 / 北緯18.000度 東経0.000度      | マリ                     | |
| 北緯18度0分 東経4度14分 / 北緯18.000度 東経4.233度     | ニジェール               | |
| 北緯18度0分 東経15度33分 / 北緯18.000度 東経15.550度   | チャド                   | |
| 北緯18度0分 東経24度0分 / 北緯18.000度 東経24.000度    | スーダン                 | |
| 北緯18度0分 東経38度34分 / 北緯18.000度 東経38.567度   | 紅海                     | |
| 北緯18度0分 東経41度38分 / 北緯18.000度 東経41.633度   | サウジアラビア           | |
| 北緯18度0分 東経48度7分 / 北緯18.000度 東経48.117度    | イエメン                 | |
| 北緯18度0分 東経52度28分 / 北緯18.000度 東経52.467度   | オマーン                 | |
| 北緯18度0分 東経56度24分 / 北緯18.000度 東経56.400度   | インド洋                 | アラビア海 |
| 北緯18度0分 東経73度1分 / 北緯18.000度 東経73.017度    | インド                   | マハーラーシュトラ州 カルナータカ州 アーンドラ・プラデーシュ州 チャッティースガル州 オリッサ州 アーンドラ・プラデーシュ州 オリッサ州 アーンドラ・プラデーシュ州 |
| 北緯18度0分 東経83度34分 / 北緯18.000度 東経83.567度   | インド洋                 | ベンガル湾 |
| 北緯18度0分 東経94度28分 / 北緯18.000度 東経94.467度   | ミャンマー               | |
| 北緯18度0分 東経97度44分 / 北緯18.000度 東経97.733度   | タイ                     | |
| 北緯18度0分 東経101度1分 / 北緯18.000度 東経101.017度  | ラオス                   | |
| 北緯18度0分 東経101度45分 / 北緯18.000度 東経101.750度 | タイ                     | |
| 北緯18度0分 東経102度24分 / 北緯18.000度 東経102.400度 | ラオス                   | ヴィエンチャンの北を通過 |
| 北緯18度0分 東経103度3分 / 北緯18.000度 東経103.050度  | タイ                     | |
| 北緯18度0分 東経104度12分 / 北緯18.000度 東経104.200度 | ラオス                   | |
| 北緯18度0分 東経105度37分 / 北緯18.000度 東経105.617度 | ベトナム                 | |
| 北緯18度0分 東経106度28分 / 北緯18.000度 東経106.467度 | 南シナ海                 | 中華人民共和国・海南島の南を通過 |
| 北緯18度0分 東経120度30分 / 北緯18.000度 東経120.500度 | フィリピン               | ルソン島 |
| 北緯18度0分 東経122度11分 / 北緯18.000度 東経122.183度 | 太平洋                   | フィリピン海 北マリアナ諸島・パガン島の南を通過 |
| 北緯18度0分 西経102度27分 / 北緯18.000度 西経102.450度 | メキシコ                 | |
| 北緯18度0分 西経88度46分 / 北緯18.000度 西経88.767度   | ベリーズ                 | |
| 北緯18度0分 西経88度8分 / 北緯18.000度 西経88.133度    | チェトゥマル湾（英語版） | |
| 北緯18度0分 西経87度58分 / 北緯18.000度 西経87.967度   | ベリーズ                 | アンバーグリス・キー |
| 北緯18度0分 西経87度55分 / 北緯18.000度 西経87.917度   | カリブ海                 | |
| 北緯18度0分 西経77度50分 / 北緯18.000度 西経77.833度   | ジャマイカ               | キングストンを通過 |
| 北緯18度0分 西経76度15分 / 北緯18.000度 西経76.250度   | カリブ海                 | ハイチ・ティブロン半島（英語版）の南を通過 |
| 北緯18度0分 西経71度42分 / 北緯18.000度 西経71.700度   | ドミニカ共和国           | |
| 北緯18度0分 西経71度9分 / 北緯18.000度 西経71.150度    | カリブ海                 | ドミニカ共和国・サオナ島（英語版）の南を通過 プエルトリコモナ島の南を通過                                                                                       |
| 北緯18度0分 西経67度12分 / 北緯18.000度 西経67.200度   | プエルトリコ             | |
| 北緯18度0分 西経65度52分 / 北緯18.000度 西経65.867度   | カリブ海                 | プエルトリコ・ビエケス島の南を通過 アメリカ領ヴァージン諸島・セント・トーマス島とセント・クロイ島の間を通過 シント・マールテンの南を通過                        |
| 北緯18度0分 西経63度0分 / 北緯18.000度 西経63.000度    | 大西洋                   | サン・バルテルミーの北を通過 |
| 北緯18度0分 西経16度1分 / 北緯18.000度 西経16.017度    | モーリタニア             | ヌアクショットの南を通過 |
| 北緯18度0分 西経5度46分 / 北緯18.000度 西経5.767度     | マリ                     | |